# 12.ª etapa del Tour de Francia 2021
La 12.ª etapa del Tour de Francia 2021 tuvo lugar el 8 de julio de 2021 entre Saint-Paul-Trois-Châteaux y Nimes sobre un recorrido de 159,4 km y fue ganada por el alemán Nils Politt del equipo Bora-Hansgrohe. El esloveno Tadej Pogačar consiguió mantener el maillot amarillo de líder.

## Clasificación de la etapa
| Saint-Paul-Trois-Châteaux - Nimes | etapa llana | (159,4 km) |

| \| Clasificación de la etapa \| Clasificación de la etapa \| Clasificación de la etapa \| Clasificación de la etapa \| Clasificación de la etapa \| \| Ciclista \| Ciclista \| Equipo \| Tiempo \| \| \| ------------------------- \| ------------------------- \| ------------------------- \| ------------------------- \| ------------------------- \| \| 1.º \| Nils Politt \| Bora-Hansgrohe \| 3 h 22 min 12 s \| \| \| 2.º \| Imanol Erviti \| Movistar Team \| + 31 s \| \| \| 3.º \| Harry Sweeny \| Lotto-Soudal \| + 31 s \| \| \| 4.º \| Stefan Küng \| Groupama-FDJ \| + 1 min 58 s \| \| \| 5.º \| Luka Mezgec \| BikeExchange \| + 2 min 06 s \| \| \| 6.º \| André Greipel \| Israel Start-Up Nation \| + 2 min 06 s \| \| \| 7.º \| Edward Theuns \| Trek-Segafredo \| + 2 min 06 s \| \| \| 8.º \| Brent Van Moer \| Lotto-Soudal \| + 2 min 06 s \| \| \| 9.º \| Julian Alaphilippe \| Deceuninck-Quick Step \| + 2 min 06 s \| \| \| 10.º \| Sergio Luis Henao \| Qhubeka NextHash \| + 2 min 06 s \| \| |                    |                        |                 |
| |                    |                        |                 |
| Fuente: ProCyclingStats |                    |                        |                 |
| Clasificación de la etapa |                    |                        |                 |
| Ciclista | Ciclista           | Equipo                 | Tiempo          |
| 1.º | Nils Politt        | Bora-Hansgrohe         | 3 h 22 min 12 s |
| 2.º | Imanol Erviti      | Movistar Team          | + 31 s          |
| 3.º | Harry Sweeny       | Lotto-Soudal           | + 31 s          |
| 4.º | Stefan Küng        | Groupama-FDJ           | + 1 min 58 s    |
| 5.º | Luka Mezgec        | BikeExchange           | + 2 min 06 s    |
| 6.º | André Greipel      | Israel Start-Up Nation | + 2 min 06 s    |
| 7.º | Edward Theuns      | Trek-Segafredo         | + 2 min 06 s    |
| 8.º | Brent Van Moer     | Lotto-Soudal           | + 2 min 06 s    |
| 9.º | Julian Alaphilippe | Deceuninck-Quick Step  | + 2 min 06 s    |
| 10.º | Sergio Luis Henao  | Qhubeka NextHash       | + 2 min 06 s    |

## Clasificaciones al final de la etapa

### Clasificación general(Maillot Jaune)
| \| Clasificación general \| Clasificación general \| Clasificación general \| Clasificación general \| Clasificación general \| \| Ciclista \| Ciclista \| Equipo \| Tiempo \| \| \| --------------------- \| --------------------- \| --------------------- \| --------------------- \| --------------------- \| \| 1.º \| Tadej Pogačar \| UAE Team Emirates \| 47 h 22 min 43 s \| \| \| 2.º \| Rigoberto Urán \| EF Education-Nippo \| + 5 min 18 s \| \| \| 3.º \| Jonas Vingegaard \| Jumbo-Visma \| + 5 min 32 s \| \| \| 4.º \| Richard Carapaz \| Ineos Grenadiers \| + 5 min 33 s \| \| \| 5.º \| Ben O'Connor \| AG2R Citroën Team \| + 5 min 58 s \| \| \| 6.º \| Wilco Kelderman \| Bora-Hansgrohe \| + 6 min 16 s \| \| \| 7.º \| Alexéi Lutsenko \| Astana-Premier Tech \| + 6 min 30 s \| \| \| 8.º \| Enric Mas \| Movistar Team \| + 7 min 11 s \| \| \| 9.º \| Guillaume Martin \| Cofidis \| + 9 min 29 s \| \| \| 10.º \| Pello Bilbao \| Bahrain Victorious \| + 10 min 28 s \| \| |                  |                     |                  |
| |                  |                     |                  |
| Fuente: ProCyclingStats |                  |                     |                  |
| Clasificación general |                  |                     |                  |
| Ciclista | Ciclista         | Equipo              | Tiempo           |
| 1.º | Tadej Pogačar    | UAE Team Emirates   | 47 h 22 min 43 s |
| 2.º | Rigoberto Urán   | EF Education-Nippo  | + 5 min 18 s     |
| 3.º | Jonas Vingegaard | Jumbo-Visma         | + 5 min 32 s     |
| 4.º | Richard Carapaz  | Ineos Grenadiers    | + 5 min 33 s     |
| 5.º | Ben O'Connor     | AG2R Citroën Team   | + 5 min 58 s     |
| 6.º | Wilco Kelderman  | Bora-Hansgrohe      | + 6 min 16 s     |
| 7.º | Alexéi Lutsenko  | Astana-Premier Tech | + 6 min 30 s     |
| 8.º | Enric Mas        | Movistar Team       | + 7 min 11 s     |
| 9.º | Guillaume Martin | Cofidis             | + 9 min 29 s     |
| 10.º | Pello Bilbao     | Bahrain Victorious  | + 10 min 28 s    |

### Clasificación por puntos(Maillot Vert)
| Clasificación por puntos | Clasificación por puntos | Clasificación por puntos | Clasificación por puntos | Clasificación por puntos |
| Ciclista                 | Ciclista                 | Equipo                   | Puntos                   |                          |
| ------------------------ | ------------------------ | ------------------------ | ------------------------ | ------------------------ |
| 1.º                      | Mark Cavendish           | Deceuninck-Quick Step    | 221 pts                  |                          |
| 2.º                      | Michael Matthews         | BikeExchange             | 162 pts                  |                          |
| 3.º                      | Jasper Philipsen         | Alpecin-Fenix            | 142 pts                  |                          |
| 4.º                      | Sonny Colbrelli          | Bahrain Victorious       | 138 pts                  |                          |
| 5.º                      | Julian Alaphilippe       | Deceuninck-Quick Step    | 131 pts                  |                          |
| 6.º                      | Nacer Bouhanni           | Arkéa-Samsic             | 113 pts                  |                          |
| 7.º                      | Tadej Pogačar            | UAE Team Emirates        | 102 pts                  |                          |
| 8.º                      | Wout van Aert            | Jumbo-Visma              | 98 pts                   |                          |
| 9.º                      | Nils Politt              | Bora-Hansgrohe           | 70 pts                   |                          |
| 10.º                     | Stefan Küng              | Groupama-FDJ             | 64 pts                   |                          |

### Clasificación de la montaña(Maillot à Pois Rouges)
| Clasificación de la montaña | Clasificación de la montaña | Clasificación de la montaña | Clasificación de la montaña | Clasificación de la montaña |
| Ciclista                    | Ciclista                    | Equipo                      | Puntos                      |                             |
| --------------------------- | --------------------------- | --------------------------- | --------------------------- | --------------------------- |
| 1.º                         | Nairo Quintana              | Arkéa-Samsic                | 50 pts                      |                             |
| 2.º                         | Wout van Aert               | Jumbo-Visma                 | 43 pts                      |                             |
| 3.º                         | Michael Woods               | Israel Start-Up Nation      | 42 pts                      |                             |
| 4.º                         | Wout Poels                  | Bahrain Victorious          | 39 pts                      |                             |
| 5.º                         | Bauke Mollema               | Trek-Segafredo              | 36 pts                      |                             |
| 6.º                         | Kenny Elissonde             | Trek-Segafredo              | 27 pts                      |                             |
| 7.º                         | Tadej Pogačar               | UAE Team Emirates           | 26 pts                      |                             |
| 8.º                         | Ben O'Connor                | AG2R Citroën Team           | 24 pts                      |                             |
| 9.º                         | Sergio Higuita              | EF Education-Nippo          | 22 pts                      |                             |
| 10.º                        | Julian Alaphilippe          | Deceuninck-Quick Step       | 20 pts                      |                             |

### Clasificación del mejor joven(Maillot Blanc)
| Clasificación del mejor joven | Clasificación del mejor joven | Clasificación del mejor joven | Clasificación del mejor joven | Clasificación del mejor joven |
| Ciclista                      | Ciclista                      | Equipo                        | Tiempo                        |                               |
| ----------------------------- | ----------------------------- | ----------------------------- | ----------------------------- | ----------------------------- |
| 1.º                           | Tadej Pogačar                 | UAE Team Emirates             | 47 h 22 min 43 s              |                               |
| 2.º                           | Jonas Vingegaard              | Jumbo-Visma                   | + 5 min 32 s                  |                               |
| 3.º                           | Aurélien Paret-Peintre        | AG2R Citroën Team             | + 24 min 44 s                 |                               |
| 4.º                           | David Gaudu                   | Groupama-FDJ                  | + 30 min 51 s                 |                               |
| 5.º                           | Sergio Higuita                | EF Education-Nippo            | + 54 min 41 s                 |                               |
| 6.º                           | Mark Donovan                  | Team DSM                      | + 1 h 18 min 23 s             |                               |
| 7.º                           | Valentin Madouas              | Groupama-FDJ                  | + 1 h 24 min 57 s             |                               |
| 8.º                           | Brent Van Moer                | Lotto-Soudal                  | + 1 h 29 min 48 s             |                               |
| 9.º                           | Lucas Hamilton                | BikeExchange                  | + 1 h 30 min 21 s             |                               |
| 10.º                          | Jonas Rutsch                  | EF Education-Nippo            | + 1 h 30 min 51 s             |                               |

### Clasificación por equipos(Classement par Équipe)
| Clasificación por equipos | Clasificación por equipos | Clasificación por equipos | Clasificación por equipos |
| Equipo                    | Equipo                    | Tiempo                    |                           |
| ------------------------- | ------------------------- | ------------------------- | ------------------------- |
| 1.º                       | Bahrain Victorious        | 143 h 03 min 26 s         |                           |
| 2.º                       | AG2R Citroën Team         | + 10 min 01 s             |                           |
| 3.º                       | Ineos Grenadiers          | + 12 min 47 s             |                           |
| 4.º                       | EF Education-Nippo        | + 15 min 47 s             |                           |
| 5.º                       | Bora-Hansgrohe            | + 29 min 31 s             |                           |
| 6.º                       | Jumbo-Visma               | + 29 min 47 s             |                           |
| 7.º                       | Movistar Team             | + 38 min 22 s             |                           |
| 8.º                       | Astana-Premier Tech       | + 41 min 45 s             |                           |
| 9.º                       | Trek-Segafredo            | + 44 min 51 s             |                           |
| 10.º                      | UAE Team Emirates         | + 53 min 00 s             |                           |

## Abandonos
Peter Sagan no tomó la salida por una lesión en la rodilla.